# ディヴァイン・インターヴェンション
『ディヴァイン・インターヴェンション』（Divine Intervention）は、スレイヤーが1994年に発表したアルバム。スタジオ・アルバムとしては6作目。

## 解説
1992年、結成当時からのドラマーであるデイヴ・ロンバードが脱退。残されたバンド側は、元フォビドゥンのポール・ボスタフを後任として迎える。そして、バンドはアイス-Tとコラボレーションした「ディスオーダー」（エクスプロイテッドのカヴァーをメドレーにしたもの）を映画『ジャッジメント・ナイト』（1993年公開）のサウンドトラックに提供した後、本作を発表。
発表当時はオルタナティブ・ロックが隆盛して、多くのヘヴィメタル・バンドやハードロック・バンドは苦境に立たされていたが、スレイヤーは自分達の音楽性を曲げることを拒んだ。音楽評論家のアレックス・ヘンダーソンは、allmusic.comにおいて「『シーズンズ・イン・ジ・アビス』ほど分かりやすくはないが、同様に魅力的な作品」と評している。
バンドは、本作で初めて母国アメリカのBillboard 200でトップ10入りを果たした。イギリスでは、アルバムは全英アルバムチャートで15位に達し、収録曲「セレニティ・イン・マーダー」は全英シングルチャートで50位に達した。

## 収録曲
1. キリング・フィールズ - "Killing Fields" - 3:57
  - 作詞：トム・アラヤ／作曲：ケリー・キング
2. セックス、マーダー、アート - "Sex. Murder. Art." - 1:50
  - 作詞：トム・アラヤ／作曲：ケリー・キング
3. フィクショナル・リアリティ - "Fictional Reality" - 3:38
  - 作詞・作曲：ケリー・キング
4. ディトゥヘッド - "Dittohead" - 2:31
  - 作詞・作曲：ケリー・キング
5. ディヴァイン・インターヴェンション - "Divine Intervention" - 5:33
  - 作詞：トム・アラヤ、ポール・ボスタフ、ジェフ・ハンネマン、ケリー・キング／作曲：ジェフ・ハンネマン、ケリー・キング
6. サークル・オブ・ビリーフス - "Circle of Beliefs" - 4:30
  - 作詞・作曲：ケリー・キング
7. SS-3 - "SS-3" - 4:07
  - 作詞：ジェフ・ハンネマン／作曲：ジェフ・ハンネマン、ケリー・キング
8. セレニティ・イン・マーダー - "Serenity in Murder" - 2:36
  - 作詞：トム・アラヤ／作曲：ジェフ・ハンネマン、ケリー・キング
9. 213 - "213" - 4:52
  - 作詞：トム・アラヤ／作曲：ジェフ・ハンネマン
10. マインド・コントロール - "Mind Control" - 3:04
  - 作詞：トム・アラヤ、ケリー・キング／作曲：ジェフ・ハンネマン、ケリー・キング

## 参加ミュージシャン
- トム・アラヤ - ボーカル、ベース
- ジェフ・ハンネマン - ギター
- ケリー・キング - ギター
- ポール・ボスタフ - ドラムス